# Enrico Caruso
Enrico Caruso (25. februar 1873 – 2. august 1921) var en italiensk tenor. Han sang både opera og mange andre genrer. Hans berømmelse skyldtes også, at han var en af pionererne på grammofonplade. Carusos havde en meget stor og smuk stemme, og han kunne også i en snæver vending dublere bassen på scenen.